# Julia Starkiewiczowa

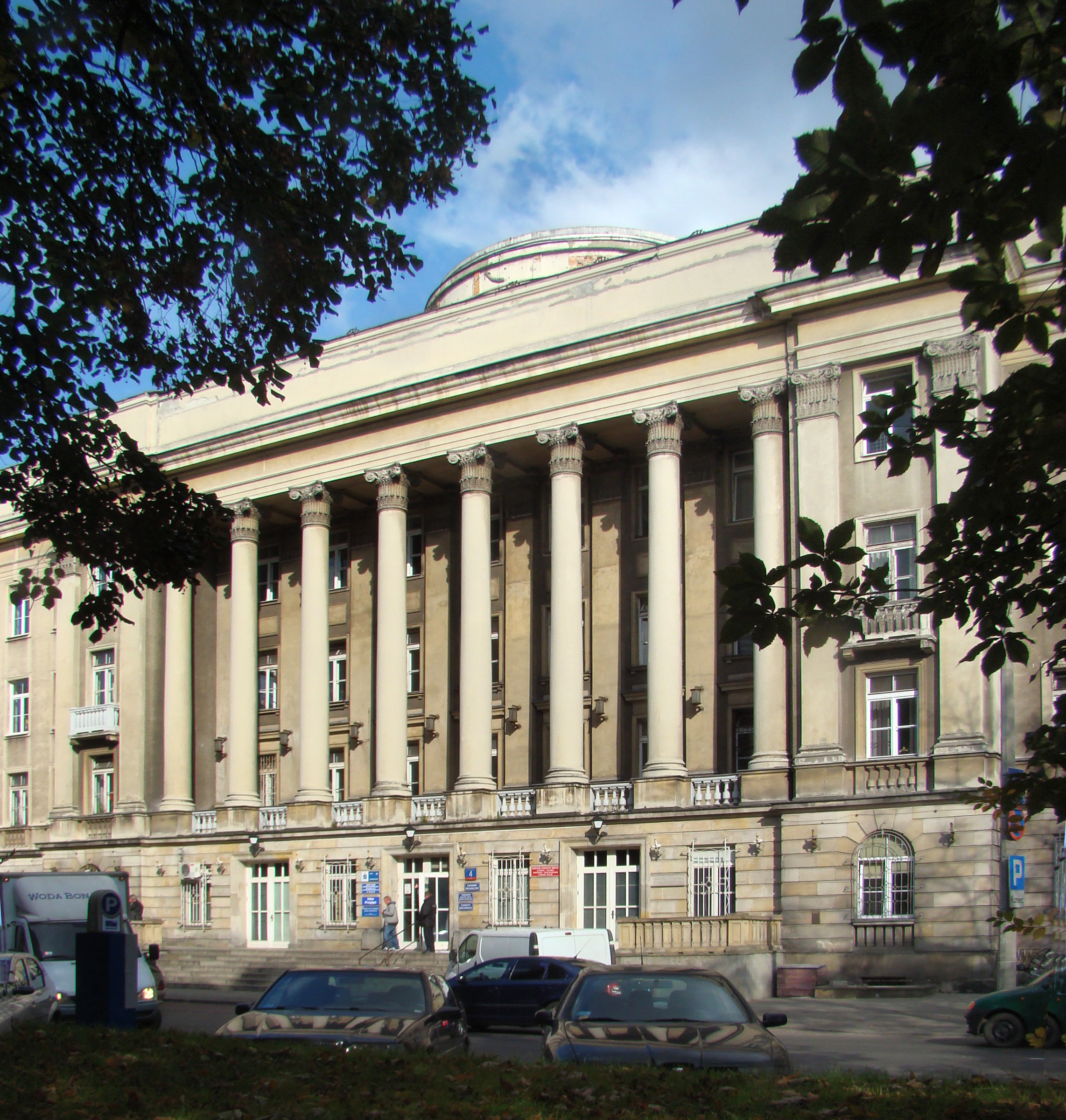
Szpital Dzieciątka Jezus w Warszawie
Klinika przy pl. Starynkiewicza

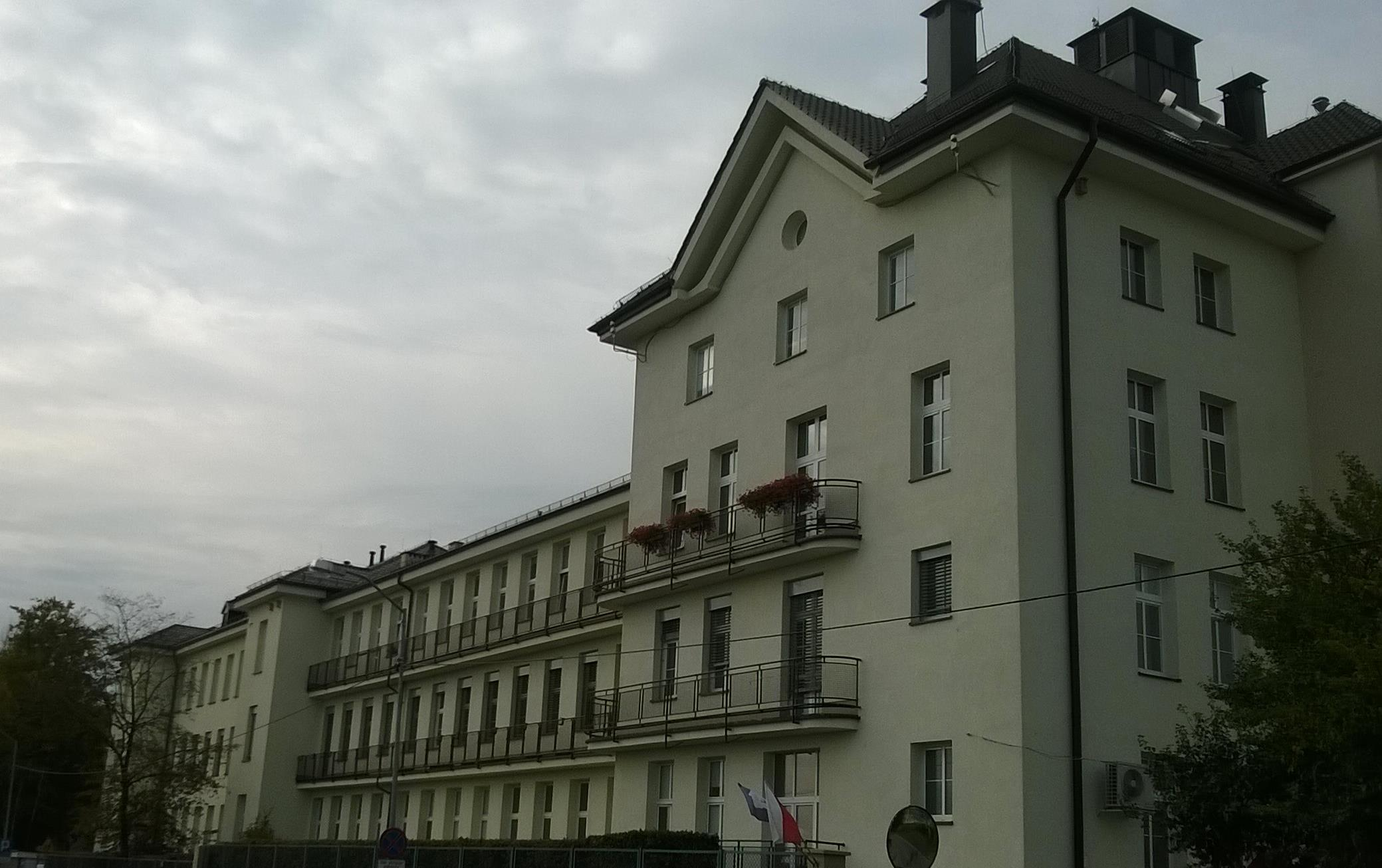
Pomorska Akademia Medyczna w Szczecinie, Szpital Kliniczny Nr 1, Klinika Pediatrii przy ul. Unii Lubelskiej

Julia Starkiewiczowa (Julia Latkowska-Starkiewiczowa) (ur. 17 marca?/30 marca 1908 w Moskwie, zm. 14 września 1978 w Warszawie) – lekarz-pediatra, naukowiec i nauczyciel akademicki, profesor Pomorskiej Akademii Medycznej w Szczecinie.

## Życiorys
Julia Latkowska urodziła się w patriotycznej rodzinie lekarskiej. Przed II wojną światową skończyła studia medyczne w Wydziale Lekarskim Uniwersytetu Warszawskiego, a następnie pracowała, jako pediatra, w Warszawie i we Lwowie (1939). W czasie okupacji niemieckiej i powstania warszawskiego Julia Latkowska-Starkiewiczowa przebywała w Warszawie – w czasie powstania pełniła służbę medyczną. Po II wojnie światowej pracowała, jako pediatra, w Warszawie i w Szczecinie, w Pomorskiej Akademii Medycznej Była kierownikiem Katedry Pediatrii i Kliniki Pediatrycznej. Zakres badań naukowych obejmował przede wszystkim problemy nefrologii noworodków. Zmarła w 1978 roku w Warszawie, tego samego dnia zmarł jej mąż prof. Witold Starkiewicz. Została pochowana, wraz z mężem, na Cmentarzu Wojskowym na Powązkach (kwatera B35-7-3). 

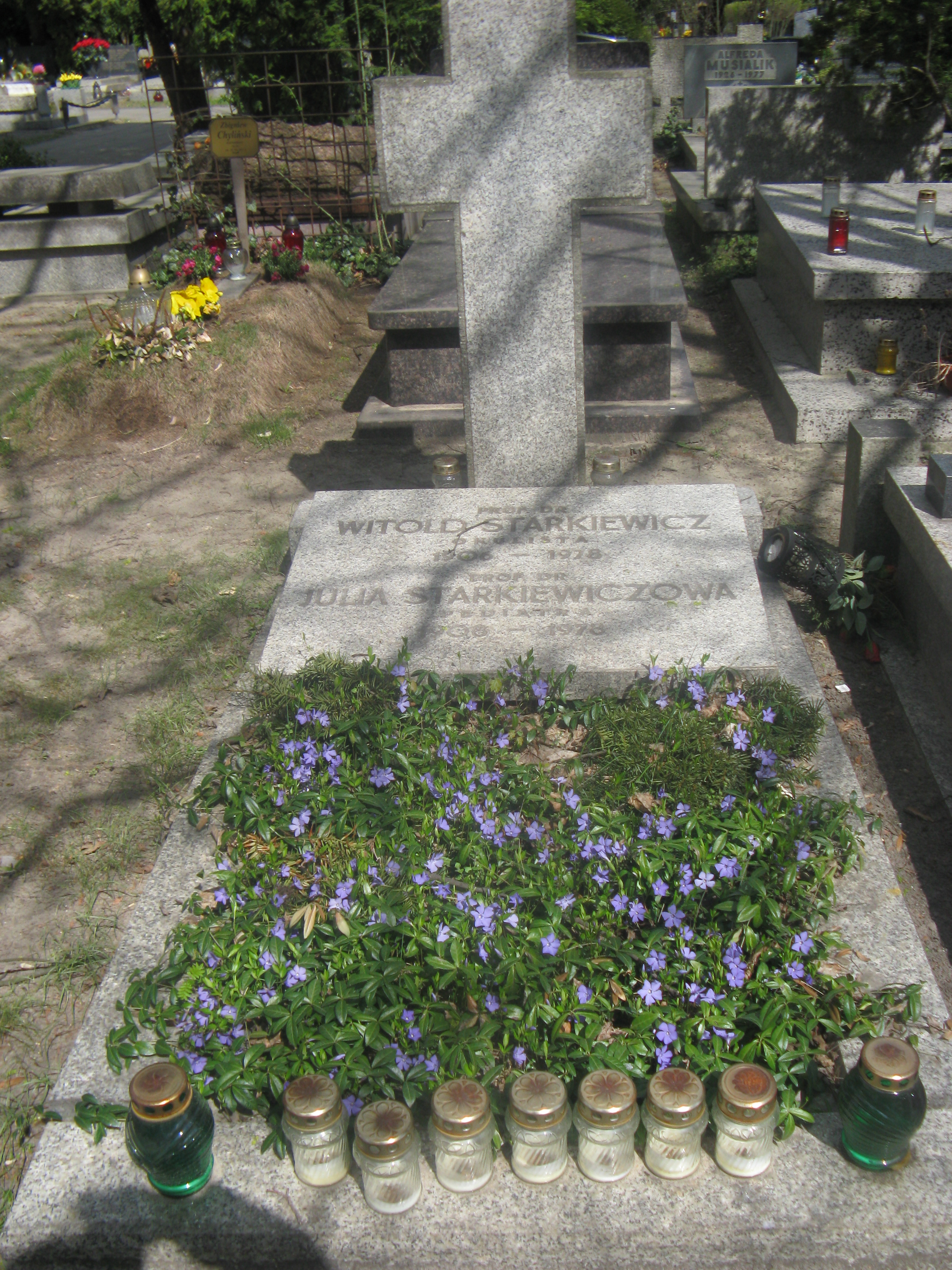
Grób Witolda Starkiewicza i Julii Starkiewiczowej na Cmentarzu Wojskowym na Powązkach

### Okres przed II wojną światową
Ojciec Julii Latkowskiej – Michał – był chirurgiem-ortopedą, działaczem niepodległościowym i pułkownikiem Wojska Polskiego; matka, Julia z Czyżów, była bibliotekarką. Rodzina była osiedlona, po upadku powstania styczniowego, w okolicach Tuły. Przed odzyskaniem niepodległości Polski ojciec pracował jako lekarz ziemski w Kościechowicach (gub. mohylewska). Latkowscy mieli troje dzieci: Julię (ur. 1908), Helenę (ur. 1909) i Michała (ur. 1911). W roku 1918 zamieszkali w Warszawie, przy ul. Pięknej 22 (wówczas ul. Piusa XI). Julia Latkowska skończyła w 1926 roku żeńskie gimnazjum Jadwigi Kowalczykówny i Jadwigi Jawurkówny (Szkoła na Wiejskiej), a następnie studiowała na Wydziale Lekarskim Uniwersytetu Warszawskiego. 
Po uzyskaniu dyplomu lekarskiego (11 kwietnia 1932 roku) Julia Latkowska specjalizowała się w zakresie pediatrii w warszawskim Szpitalu Dzieciątka Jezus (roczny staż podyplomowy) oraz w Klinice Dziecięcej UW – pod kierownictwem Mieczysława Michałowicza. Prowadziła również poradnię dla niemowląt w III Miejskim Ośrodku Zdrowia. 
W połowie lat 30. XX wieku Julia Latkowska wyszła za mąż za Witolda Starkiewicza, okulistę, syna pediatry – Szymona Starkiewicza – i zaczęła używać nazwiska Latkowska-Starkiewiczowa. W marcu 1939 roku małżeństwo (z dwiema córkami, ur. 1936 i 1938) przeniosło się do Lwowa, gdzie został służbowo przeniesiony Witold Starkiewicz. Julia Latkowska-Starkiewiczowa podjęła pracę w lecznictwie otwartym.

### Okres II wojny światowej
W czasie kampanii wrześniowej Witold Starkiewicz był dowódcą Plutonu Sanitarnego Konnego w Podolskiej Brygadzie Kawalerii (później – jeńcem w Oflagu II C Woldenberg, Dobiegniew), a żona wróciła z dziećmi do rodzinnej Warszawy (w listopadzie 1939 roku), zabierając ze sobą tylko niezbędne rzeczy. W roku 1940 podjęła pracę pediatry na oddziale noworodków kliniki położniczej oraz w domu wychowawczym im. ks. Gabriela Baudouina.
W pierwszych dniach powstania warszawskiego Julia Latkowska-Starkiewiczowa zorganizowała – w prywatnym mieszkaniu – punkt opatrunkowy dla rannych, a później była lekarzem (kierownikiem sali chorych) w powstańczym Szpitalu Polowym przy ul. Mokotowskiej 55 (Oddział „Bakcyl”, Sanitariat Okręgu Warszawskiego AK, Podobwód Śródmieście-Południe). Po kapitulacji powstania została wysiedlona (razem z matką, siostrą i dziećmi) poprzez obóz w Pruszkowie do wsi Biała Błotna koło Koniecpola. Leczyła tam chorych mieszkańców Błotnej i okolicznych wsi.

### Okres powojenny w Warszawie
Po zakończeniu wojny (1945) Julia Latkowska-Starkiewiczowa wróciła do pracy w domu wychowawczym ks. Baudouina i rozpoczęła pracę asystenta prof. Adama Czyżewicza w Katedrze i Klinice Chorób Kobiecych UW. W 1947 roku uzyskała stopień doktora nauk medycznych (na podstawie pracy Przyczynek do etiologii wylewów śródczaszkowych u noworodków) i zajęła stanowisko adiunkta.

### Okres 1948–1978 w Szczecinie
W 1948 roku Starkiewiczowie zamieszkali w Szczecinie, gdzie organizowano od podstaw Akademię Lekarską (przekształconą w 1950 roku w Pomorską Akademię Medyczną). Warunki, w jakich rozpoczynali nowy okres w życiu, ilustruje cytat:

Jeszcze raz więc małżonkowie stracili mieszkanie i przyjechali z dwiema córeczkami do Szczecina, na niewiadome. Wprawdzie mieli do dyspozycji małą willę, ale długo bytowali w warunkach prawie polowych. Rodzina sypiała na rozkładanych łóżkach. Podstawowe meble stanowiły deski leżące na cegłach i ułożone w półki. Największym bogactwem domu były książki. Do dóbr doczesnych Starkiewiczowie nie przywiązywali większej wagi i tacy zostali do końca życia [Ewa Lawska, 1985].

Julia Starkiewiczowa (w tym okresie używała nazwiska jednoczłonowego) zaczęła pracę w Klinice Pediatrycznej, na stanowisku adiunkta. Docentem została mianowana w 1954 roku (na podstawie pracy Patogeneza skurczu odźwiernika u niemowląt), a profesorem nadzwyczajnym w roku 1961. Tytuł profesora zwyczajnego otrzymała w roku 1971. Od 1957 roku pełniła funkcję kierownika I Kliniki Pediatrycznej, utworzonej po reorganizacji Katedry Pediatrycznej, a później – funkcję kierownika zespołowej Katedry Pediatrii, z trzema klinikami (od 1968 roku) oraz dyrektora Instytutu Pediatrii (w latach 1970–1975; do emerytury). 
W Pomorskiej Akademii Medycznej Julia Starkiewiczowa pełniła funkcje:
- zastępcy przewodniczącego senatu PAM (1967–1968),
- prorektora do spraw Współpracy z Wojewódzkim Wydziałem Zdrowia (1967–1968).

W 1955 roku przebywała w Paryżu na czteromiesięcznym kursie pediatrii społecznej. W roku 1961 otrzymała stypendium WHO, dzięki któremu poznała metody pracy naukowej i terapeutycznej, stosowane w klinikach pediatrycznych Paryża, Zurychu i Bazylei. 
Julia Starkiewiczowa była opiekunem 120 lekarzy starających się o specjalizację w dziedzinie pediatrii, promotorem 19 prac doktorskich oraz opiekunem naukowym w trzech przewodach habilitacyjnych.

### Działalność pozauczelniana
Julia Starkiewiczowa była wieloletnim konsultantem wojewódzkim ds. pediatrii (1954–1973) oraz przewodniczącą Rady Konsultantów województwa szczecińskiego. Zorganizowała od podstaw system opieki nad dzieckiem w województwie, w tym – współpracę między lecznictwem akademickim i terenowym. 
Uczestniczyła w pracach towarzystw i rad naukowych, np.:
- Polskie Towarzystwo Lekarskie; w latach 1966–1968 – prezes oddziału szczecińskiego,
- Polskie Towarzystwo Pediatryczne; w latach 1955–1964 – prezes oddziału szczecińskiego, w latach 1965–1966 – członek Zarządu Głównego,
- Szczecińskie Towarzystwo Naukowe; w latach 1957–1959 – członek nadzwyczajny, w latach 1960–1978 – członek zwyczajny,
- Krajowa Rada Pediatrów przy Instytucie Matki i Dziecka w Warszawie (1962–1967); w latach 1971–1978 – członek Rady Naukowej Instytutu,
- Komitet Rozwoju Człowieka PAN, członek,
- Société Internationale de la Pédiatrie (1957–1961),
- Association Interne de Pédiatrie (1966–1975),
- Europejska Liga do Walki z Reumatyzmem (1969–1975),
- Komitet Redakcyjny Pediatrii Polskiej (1970–1975).

## Najważniejsze publikacje
Julia Starkiewiczowa opublikowała ponad 50 prac naukowych w czasopismach specjalistycznych, m.in. w Pediatrii Polskiej, Polskiej Gazecie Lekarskiej, Dzieciach i Wychowawcy, Pielęgniarce Polskiej, Reumatologii, Rocznikach Pomorskiej Akademii Medycznej, np.:
- Leczenie ropniaków opłucnej u dzieci, Pediatria Polska (1953),
- Wyniki leczenia ostrych stanów biegunkowych antybiotykami i sulfaguanidyną w latach 1949–1953, Roczniki Pomorskiej Akademii Medycznej (1956),

Jest współautorem podręczników i monografii:
- Diagnostyka i terapia małego dziecka (wyd. 1967, red. Bolesław Górnicki, autorstwo rozdziałów: Choroby układu moczowego i Choroby przewodu pokarmowego),
- Odmiedniczkowe zapalenie nerek i aktualne zagadnienia nefrologii dziecięcej (wyd. 1968, autorstwo rozdziału: Kliniczne metody rozpoznawania odmiedniczkowego zapalenia nerek),
- Farmakoterapia wieku dziecięcego z uwzględnieniem terapii ogólnej (wyd. 1971, 1973, 1977; współautor: Leonidas Samochowiec),
- Niedokrwistość niedoborowa u dzieci spowodowana czynnikami środowiskowymi (wyd. 1974; współautorzy: Maria Prochorow, Janusz Fydryk).

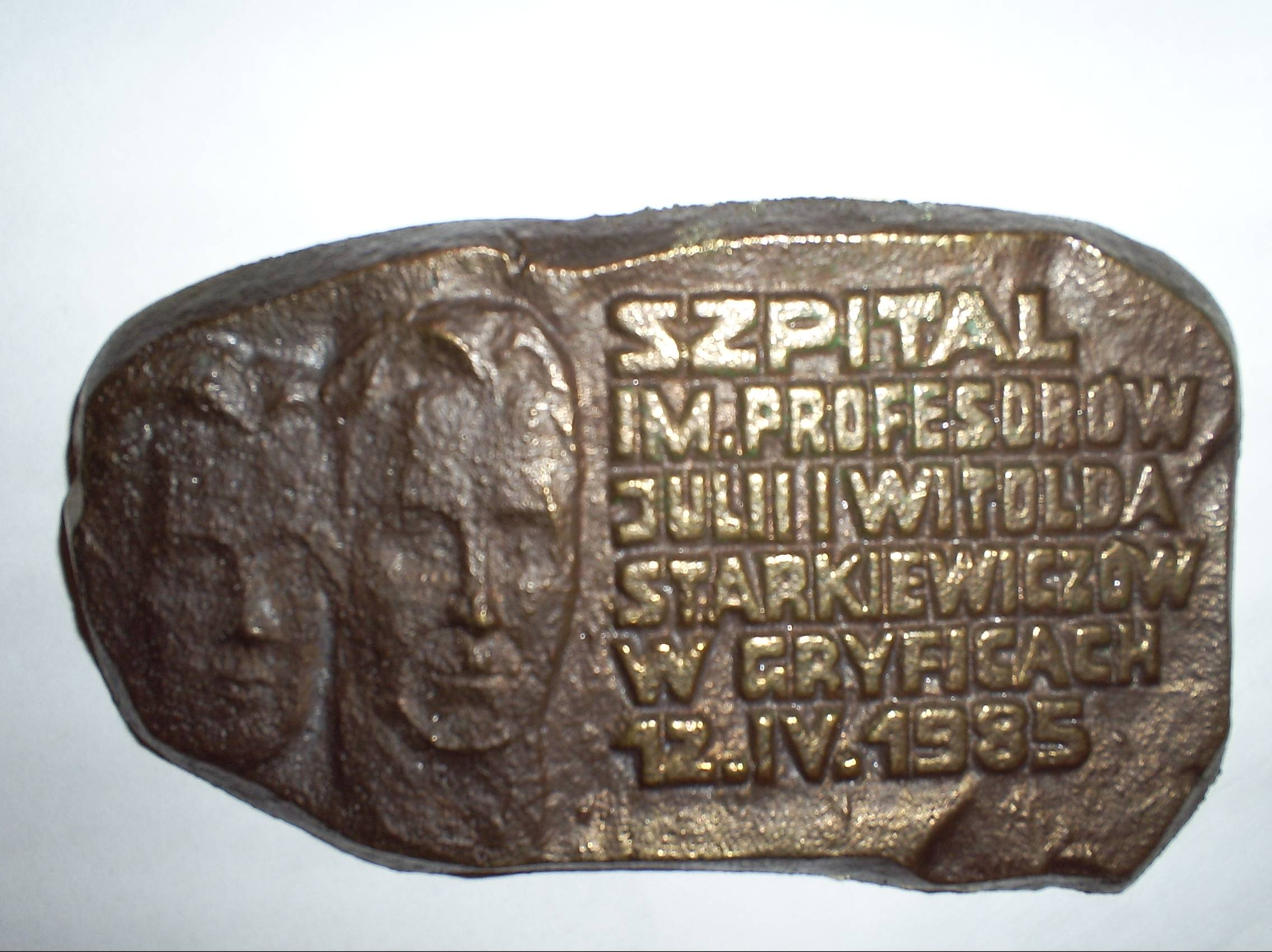
Tablica pamiątkowa na ścianie Szpitala Miejskiego im. Profesorów Julii i Witolda Starkiewiczów w Gryficach

Wyniki badań naukowych prezentowała w formie referatów i wykładów, m.in. w czasie wykładów, wygłoszonych w 1966 roku we Francji, w Hôpital des Enfants Malades w Paryżu i Hôpital Saint Charles w Montpellier.

## Niektóre odznaczenia i wyróżnienia, upamiętnienie
Julia Starkiewiczowa została odznaczona:
- Złotym Krzyżem Zasługi (1954),
- Krzyżem Kawalerskim Orderu Odrodzenia Polski (1969),
- Krzyżem Oficerskim Orderu Odrodzenia Polski (1974).

Samodzielny Publiczny Zespół Zakładów Opieki Zdrowotnej w Gryficach nosi od 1985 roku imię Profesorów Julii i Witolda Starkiewiczów. W 2018 roku szczecińskie „Stowarzyszenie Czas Przestrzeń Tożsamość” postanowiło upamiętnić Julię i Witolda Starkiewiczów sadząc na „Skwerze Pamięci” Cmentarza Centralnego młody dąb – „Drzewko Pamięci”.